# 353 (число)
353 (триста пятьдесят три) — натуральное число, расположенное между числами 352 и 354.

## В математике
- 353 является нечётным трёхзначным числом.
- 353 — простое число[1].
- 353 — суперпростое число[2].
- 353 — число-палиндром. Это минимальный простой палиндром, состоящий из нескольких цифр, все цифры которого также просты (если не считать единицу простым числом, в противном случае таким числом будет 313)[3][4][5]. Его сумма цифр — 11 также простое число (это шестой простой палиндром обладающий таким свойством)[6][6] и палиндромом[7][8]. Это также сумма первых семнадцати (начиная с нуля) чисел-палиндромов[5][9]. Это пятый числовой палиндром (после 1, 3, 6, 111) являющийся суммой чисел палиндромов[10].
- 353 — простое число Чена (353 + 2 = 355, являющееся полупростым числом)[11]. При этом оно является суммой первых пяти простых чисел, не являющихся числами Чена (последовательность A102540 в OEIS: 43 + 61 + 73 + 79 + 97 = 353)[12] и палиндромом[13][14].
- Число 353 является простым числом, отличающимся на 6 от простых чисел 347 и 359[15].
- 353 — простое число Прота[16].
- 353 является простым числом Эйзенштейна[17].
- Функция Мертенса от 353 равна нулю[18].
- {\displaystyle 353=2^{4}+3^{4}+4^{4}}[19].
- {\displaystyle 353=3+17+19+23+29+31+37+41+43+47+53}[19].
- {\displaystyle 353^{4}=30^{4}+120^{4}+272^{4}+315^{4}}[19].
- Сумма цифр этого числа, возведённых в степень 353 (равную ему) {\displaystyle 3^{353}+5^{353}+3^{353}} также является простым. Это единственное трёхзначное простое число, обладающее таким свойством[5].

## В других областях
- 353  является кодом страны для телефонных номеров в Республике Ирландия.
- 353 статья УК РФ — планирование, подготовка, развязывание или ведение агрессивной войны[20]